# Ratha (krab)
Ratha is een geslacht van kreeftachtigen uit de klasse van de Malacostraca (hogere kreeftachtigen).

## Soort
- Ratha longimanus (H. Milne Edwards, 1834)